# Madeleine Berthod
Madeleine Berthod   (Château-d’Oex, 1 de febrer de 1931) és una esquiadora suïssa, ja retirada, especialista en esquí alpí, que va competir durant la dècada de 1950.
Durant la seva carrera esportiva va prendre part en tres edicions dels Jocs Olímpics d'Hivern. El 1952, als Jocs d'Oslo, va disputar tres proves del programa d'esquí alpí. Fou sisena en el descens i l'eslàlom, mentre en l'eslàlom gegant fou desqualificada. Quatre anys més tard, als Jocs de Cortina d'Ampezzo, tornà a disputar tres proves del programa d'esquí alpí. Guanyà la medalla d'or en la prova del descens, mentre en l'eslàlom gegant fou quarta i en l'eslàlom dissetena. La tercera, i darrera participació en uns Jocs, fou el 1960, a Squaw Valley, i poc després es retirà de la competició.
En el seu palmarès també destaquen quatre medalles al Campionat del Món d'esquí alpí, dues de plata el 1954 i dues d'or el 1956. També va ser sis vegades campiona de Suïssa.